# 杜桐蓀
杜桐蓀（1905年—1998年），生於大清浙江省溫處道處州府青田縣北山村，晚年移民美國，擁有中華民國國籍與美國國籍，曾任中華民國電影檢查處處長與臺灣片商公會理事長。

## 生平
出身浙江世家，其祖父杜師預，曾為清朝貢生，民國時任浙江國民議會議員。其父杜汝璜。
杜桐蓀在1922年畢業於浙江省立第十中學，後留學法國巴黎大學，取得經濟學碩士。他與張沖是中學好友，回國後任職電影工作隊，擔任張沖的助手。
在西安事變中，張沖隨從蔣介石，一同被扣押。陳立夫令杜桐蓀至上海，與中共駐上海代表潘漢年取得聯絡，建立溝通管道。在國共合作抗日時，張沖成為國共溝通的窗口，杜桐蓀經常受命出入重慶的周恩來寓所，與周恩來及潘漢年會談，作為意見溝通的橋樑。
1949年後，杜桐蓀隨國民政府撤退至台灣，擔任電影檢查處處長。在退休後，杜桐蓀移民至美國洛杉磯，從事房地產投資。

## 家庭
其妻朱莉，藝名威莉，曾是電影明星。其子杜紀川，為金士頓科技公司共同創辦者。